# Giuseppe Barboglio
Giuseppe Barboglio (Brescia, 3 settembre 1838 – Passirano, 20 settembre 1919) è stato un militare italiano,  uno degli ultimi garibaldini bresciani dell'impresa dei Mille a morire.

## Biografia
Giuseppe Barboglio, di statura media, magro, svagato, di temperamento mite ma ribelle, prese parte alla seconda guerra di indipendenza del 1859 con il 9º battaglione bersaglieri. Laureando in legge presso l'università di Pavia, seguì Garibaldi nella spedizione dei Mille come soldato della 7ª compagnia. Con gli amici fratelli Cairoli s'imbarcò a Quarto il 4 maggio sul piroscafo Piemonte. Fu ferito alla schiena nella battaglia di Calatafimi e promosso sottotenente per merito. Valoroso a Milazzo e nella battaglia del Volturno.

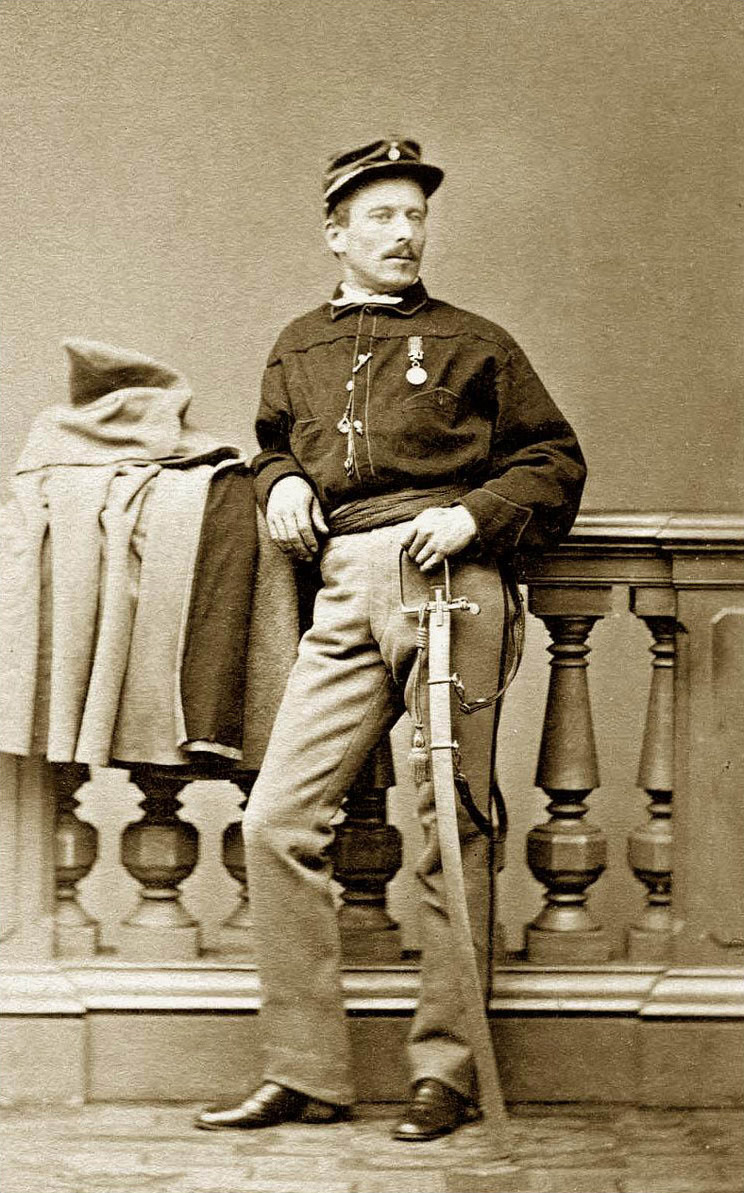
Giuseppe Barboglio nel 1865

Nell'impresa meridionale incontrò Amalia Francesconi che poi diverrà sua moglie dandogli quattro figli. Carbonaro, frequentò l'università di Pisa e si dedicò alla professione di notaio, ma è a Lugano, nel 1867, che incontrerà Giuseppe Mazzini.
Attivo politicamente in città, nel 1872, con i patrioti Gabriele Rosa di Iseo, ex condannato allo Spielberg con Silvio Pellico, e il deputato Onorato Comini, s'impegnò a fondo nella battaglia della riforma elettorale costituendo la Società politico-democratica dei non elettori che proponeva tra l'altro il suffragio universale. Il 2 giugno 1882 si recò a Caprera per i funerali di Garibaldi.
Aveva 81 anni d'età quando morì il 3 settembre del 1919 in località Camignone di Passirano nella Franciacorta, e sulla sua bara, il giorno del funerale, volle espressamente il suo berretto rosso da volontario che lo accompagnò nella campagna di Sicilia. Per ironia della sorte morì poche ore dopo anche il figlio Diliberto, comandante del 54º reggimento fanteria, tra i liberatori di Gorizia, che non resse alla penosa agonia del padre, morendo di infarto.